# Municipio de Summit (condado de Crawford)
El municipio de Summit (en inglés: Summit Township) es un municipio ubicado en el condado de Crawford en el estado estadounidense de Pensilvania. En el año 2000 tenía una población de 2.172 habitantes y una densidad poblacional de 33 personas por km².

## Geografía
El municipio de Summit se encuentra ubicado en las coordenadas 41°40′00″N 80°22′59″O / 41.66667, -80.38306.

## Demografía
Según la Oficina del Censo en 2000 los ingresos medios por hogar en la localidad eran de $35,475 y los ingresos medios por familia eran de $38,295. Los hombres tenían unos ingresos medios de $31,315 frente a los $21,125 para las mujeres. La renta per cápita de la localidad era de $17,109. Alrededor del 9,7% de la población estaba por debajo del umbral de pobreza.